# Кировск (Беларусь)
Ки́ровск (бел. Кіраўск) — город в Могилёвской области Беларуси. Административный центр Кировского района. Город расположен на автодороге Могилёв — Бобруйск, в 89 км от Могилёва, в 25 км от железнодорожной станции Березина (Бобруйск) на линии Осиповичи — Жлобин.
Численность населения — 7 806 человек (на 1 января 2025 года).

## Геральдика
Герб и флаг утверждены решением Кировского районного Совета депутатов от 28 декабря 2001 года № 12-3. Зарегистрированы в Гербовом матрикуле Республики Беларусь 18 февраля 2002 года № 83.

## История
Село Кочеричи впервые упоминается в XVI веке как село в Речицком повете Минского воеводства. В 1560 году здесь было 30 дворов. В 1620 году в Кочеричах было 20 дворов и действовала церковь.
В результате второго раздела Речи Посполитой (1793) Кочеричи оказались в составе Российской империи, где стали центром волости Бобруйского уезда.
В 1844 году в состав имения Кочеричи входила также деревня Старцы, где в 1845 году был основан стекольный завод. В 1847 году в Старцах было 45 дворов. В 1882 году здесь начала работать винокурня. По итогам переписи 1897 года в Старцах было 72 двора, хлебозапасный магазин, корчма и постоялый двор. В 1907 году было уже 93 двора. В 1909 году здесь открылась земская школа, для которой в 1913 году было построено отдельное здание.

### Современность
С января 1918 года Старцы были заняты войсками польского корпуса генерала Иосифа Довбор-Мусницкого. С мая заняты немецкими войсками. Для борьбы с захватчиками здесь был организован партизанский отряд под руководством Кирилла Орловского. В сентябре создан революционный комитет.
1 января 1919 года в соответствии с постановлением I съезда КП(б) Белоруссии Старцы вошли в состав Белорусской ССР. Однако уже 16 января на пленуме ЦК РКП(б) было принято решение о присоединении всех белорусских земель, кроме Минской и Гродненской губернии, к РСФСР. Старцы вернулись в БССР в 1924 году в составе Старцевского сельсовета Бобруйского района.
В начале 1920-х годов здесь создана 4-летняя школа. В 1921 году была построена водяная мельница. В 1922 году открыта изба-читальня. В 1926 году начало действовать почтовое отделение. В 1928 году создана сельскохозяйственная артель.
В 1934 году рядом с деревней Старцы на месте бывших хуторов и деревни Кочеричи был организован посёлок Кировск. Посёлок был назван в честь Сергея Кирова, секретаря Ленинградского обкома ВКП(б). Хотя Киров не имеет отношение к данной местности и вообще к Белоруссии в целом, по всему Советскому Союзу стали появляться топонимы в его честь после того, как в 1934 году он был убит. 12 февраля 1935 года из частей соседних районов был образован новый Кировский район с центром в деревне Старцы. 20 апреля 1939 года деревня Старцы была переименована в Кирово. В это время в местной школе преподавал Пимен Панченко, будущий Народный поэт БССР.
Деревня была оккупирована немецкими войсками 30 июня 1941 года. В Кировском районе захватчиками было убито 1495 человек. Летом 1941 года в районе была образована антифашистская группа под руководством Коржова. В апреле 1942 года большая часть подпольщиков вошла в партизанский отряд имени Кирова (руководитель Свирид). 26 июня 1944 года бойцами 95-й танковой бригады (командир Андрей Кузнецов) при поддержке авиации деревня была освобождена. 29 июня рота под командованием Александра Черныша (удостоен звания Герой Советского Союза) рядом с деревней отбила 14 вражеских контратак.

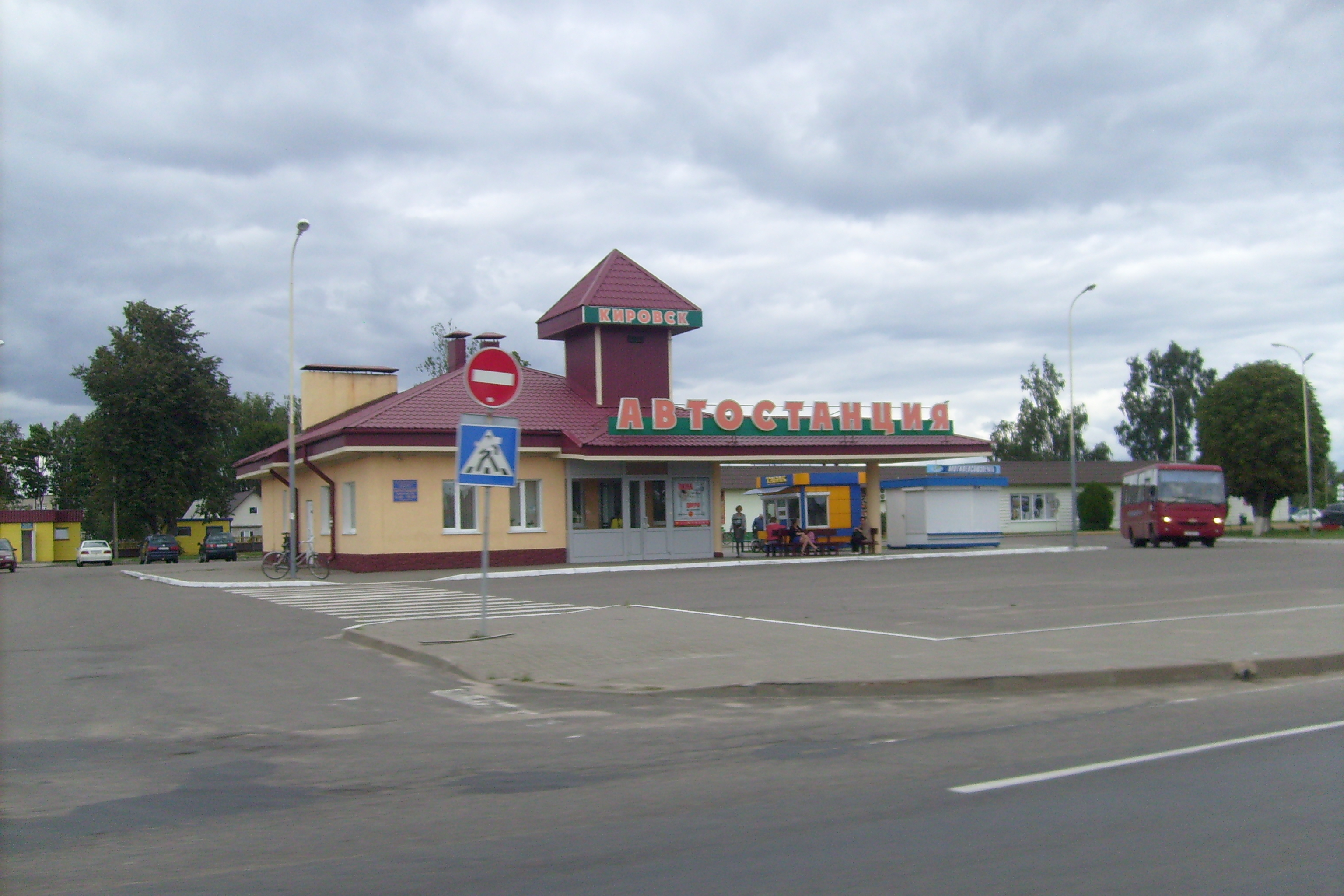
Автостанция

15 ноября 1955 года посёлок Кировск и деревни Кирово и Староселье были объединены в одно поселение — посёлок под названием Кировск, который в свою очередь 17 ноября 1959 года получил статус посёлка городского типа. По переписи 1959 года население Кировска насчитывало 2980 жителей. В 1971 году в Кировске — 4700 жителей. В 1977 году в состав городского посёлка была включена деревня Селище. В 1972 году и 1980 году появились генеральные планы застройки посёлка. В соответствии с ними центральная часть застраивалась 2-3-этажными домами, а в северо-восточном секторе велось строительство 2-5-этажных домов. По генеральному плану 1998 года посёлок развивается в северном и восточном направлениях.
20 октября 1995 года административные единицы Кировский район и посёлок Кировск, имеющие общий административный центр, объединены в одну административную единицу — Кировский район.
4 июня 2001 года Кировск получил статус города. В этом же году был утверждён герб — на голубом поле на зелёной земле стоит золотой сноп перевязанный серебряной лентой. В 2002 году население города насчитывало 8800 жителей. В наше время периодически поднимается вопрос о переименовании города в какое-нибудь историческое название — Кочеричи или Старцы.

## Население
Численность населения — 7 806 человек (на 1 января 2025 года). Численность населения — 7 971 человек (на 1 января 2023 года).
| Численность населения с 1939 года:                                                                                             |
| График не отображается по техническим причинам. Чтобы исправить это, воспроизведите график в новом формате, если это возможно. |

| Год            | 1939 | 1959  | 1970  | 1979  | 1989  | 2006  | 2018  | 2020  | 2023   | 2024 | 2025   |
| -------------- | ---- | ----- | ----- | ----- | ----- | ----- | ----- | ----- | ------ | ---- | ------ |
| Население чел. | 535  | ▲7566 | ▼4587 | ▲6062 | ▲8335 | ▲8785 | ▼8646 | ▼8200 | ▼7 971 |      | ▼7 806 |

## Экономика
- Комбинат строительных материалов
- ИООО «Кировский пищевой комбинат»
- ОАО «ПМК — 97 Водстрой»
- ДРСУ № 197 филиал КУП Могилевоблдорстрой
- ОАО «Кировский Райагропромтехснаб»
- Производственный участок Кировского РайПО (хлебобулочные, кондитерские, мясные, швейные изделия)[20]

С 1953 по 2017 годы действовал льнозавод (ОАО «Кировск-Лён»), впоследствии обанкротился.

## Культура
- Дом культуры
- Историко-краеведческий музей в ГУО «Средняя школа № 2 г. Кировска имени К. П. Орловского». Музей открыт 5 мая 1965 года к 20-летию Великой Победы советского народа над фашистской Германией
- Историко-краеведческий музей в ГУО «Средняя школа № 1 г. Кировска». Музей открыт 7 мая 1985 года

## События и мероприятия
- В августе 2023 года прошёл финал открытого чемпионата Беларуси по велосипедному спорту на шоссе

## Достопримечательности
- Этнографический уголок в городском парке[22]
- В Кировске расположен зооуголок.
- Храм Покрова Пресвятой Богородицы
- В 27 километрах на юго-восток от Кировска в агрогородке Жиличи расположен Дворцово-парковый ансамбль Булгаков[23].
- Аллея Славы Героев

### Памятник, скульптура
- Памятник С.М.Кирову
- Памятный знак кировчанам Воинам-интернационалистам
- Памятный знак в честь 60-летия освобождения Кировского района от немецко-фашистских захватчиков
- Мемориал Славы

## СМИ
Издаётся газета «Кіравец».